# Lena Gurr
Lena Gurr (* 27. Oktober 1897 in Brooklyn; † 19. Februar 1992, ebenda) war eine US-amerikanische Malerin und Grafikerin. Ihre Malerei in Öl war teilweise vom Kubismus und Expressionismus beeinflusst.

## Kindheit und Jugend
Ihre Eltern, Hyman und Ida Gurr, waren aus Russland in die USA eingewandert. Sie hatte sechs Geschwister.
Gurr besuchte die Eastern District High School und nahm dort an einem Kunstclub teil, sprach mehrmals an Schulversammlungen, arbeitete in einer Monatszeitschrift und wurde zur Vizepräsidentin der Oberstufe gewählt. Ihren Abschluss erhielt sie 1915. Sie studierte an der Brooklyn Training School for Teachers, an der sie 1917 ihr Zertifikat als Zeichenlehrerin bekam. Im selben Jahr erhielt sie ihr Lehrdiplom.
Bei der Art Students League lernte sie ihren zukünftigen Ehemann, den Maler und Fotografen Joseph Biel kennen. Von 1929 bis 1931 begleitete sie ihn nach Frankreich, wo sie im November 1931 heirateten. Lenas Vater starb kurz darauf im Jahr 1934, ihr Ehemann 1943 im Alter von 52 Jahren.
Gurr verbrachte ihr restliches Leben weiterhin in Brooklyn. Ihr Nachlass befindet sich bis heute in den Archives of American Art.

## Künstlerische Karriere
1926 und 1928 nahm Gurr an Gruppenausstellungen in Greenwich Village teil. In den ersten Monaten des Jahres 1931 wurden ihre Werke im Kaufhaus Macy’s und in der Opportunity Gallery ausgestellt. Gleich ein Jahr darauf nahm sie an drei Ausstellungen im Brooklyn Museum, einer Gruppenausstellung und einer Ausstellung der New York Society of Woman Artists teil. Margaret Breuning, eine Kunstkritikerin der New York Post, sie sei eine "Künstlerin mit beträchtlicher Erfahrung, die in der Lage sei, ein "komplexes Muster von Flugzeugen mit nonchalanter Leichtigkeit zu erzeugen".
Ihre Arbeit erregte drei Jahre später kritische Aufmerksamkeit, als sie zu Beginn einer langen und produktiven Phase ihre erste Ausstellung in der A.C.A. Gallery hatte. Obwohl Howard Devree, Kritiker der New York Times, die Gemälde, die sie zu dieser Ausstellung beisteuerte, allgemein lobte, war er deutlicher, als er über eine Einzelausstellung sprach, die dieselbe Galerie ihr später im Jahr gab. Er meinte, einige ihrer Arbeiten in der Ausstellung zu einer Karikatur tendierten.
1936 trat sie der National Association of Woman Painters and Sculptors bei. In den darauffolgenden Jahren nahm sie immer wieder an Gruppenausstellungen teil.
Im Frühjahr 1945 hatte sie in der A.C.A. Gallery ihre dritte Einzelausstellung. Melville Upton, Kritikerin der New York Sun, sah einen stetigen Fortschritt in ihrer Malerei und bemerkte eine angenehme „Struktur von sich wiederholenden und kontrastierenden Formen“ in einem Bild und ein „kompliziertes und phantasievolles“ Design in einem anderen. In der New York Times sprach Howard Devree über ihr Talent, ihre Themen gefühlvoll darzustellen, indem sie als Themen „menschliche Beziehungen und die Freuden und Sorgen des Alltags“ verwendete. Peggy O’Reilly vom Brooklyn Eagle zitiert Gurr mit den Worten, dass ihre Ziele zwar in erster Linie ästhetisch seien, sie aber versuche, „eine Kreatur dessen zu sein, was um mich herum ist“. In Bezug auf ein Gemälde namens Indestructible sagte Gurr, sie habe „versucht zu zeigen, dass, egal wie sehr die Welt verwüstet wird, Liebe und Kunst immer noch bleiben“.
In den folgenden Jahren wurden Gurrs Werke weiterhin in Ausstellungen der National Association of Woman Painters and Sculptors und weiteren Ausstellungen gezeigt. Werke von Lena Gurr finden sich unter anderem in der National Gallery of Art und der Smithsonian Institution in Washington.
In ihrer künstlerischen Laufbahn fertigte sie hauptsächlich Staffeleikunst in Öl und Kasein sowie Lithographie- und Siebdrucke sowie einige Aquarelle und Zeichnungen an.

## Auszeichnungen
Während ihrer beruflichen Laufbahn erhielt Gurr Auszeichnungen von der National Association of Women Painters and Sculptors, der Brooklyn Society of Artists, der New York Society of Woman Artists und der Society of American Graphic Artists.

## Mitgliedschaften
Gurr war Mitglied des American Artists Congress, Artists Equity Association, Artists League of America, Artists Union, Audubon Artists, Brooklyn Society of Artists, National Association of Women Painters and Sculptors, New York Society of Women Artists und der Society of American Graphic Artists.